# The Desperado (film 1914)
The Desperado è un cortometraggio muto del 1914 diretto da Gilbert P. Hamilton.

## Produzione
Il film fu prodotto dalla Broncho Film Company.

## Distribuzione
Distribuito dalla Mutual Film, il film - un cortometraggio in due bobine - uscì nelle sale cinematografiche statunitensi il 4 novembre 1914.